# 班卓琴

5弦蓝草班卓琴

班卓琴（英語：banjo），又稱斑鸠琴或五弦琴，是一种拨弦乐器。它由美国的非洲裔奴隶以几种非洲乐器为基础发展而成。它在今日往往与提琴一并用来演奏乡村音乐和蓝草音乐，偶尔亦用在摇滚乐、流行音乐与嘻哈音乐中。
班卓琴的上部形似吉他，下部形似铃鼓。传统的班卓琴有5根弦，也是当今最流行的班卓琴琴弦数量。而現在的班卓琴亦有4弦和6弦等。由于6弦版本的班卓琴的调音与奏法都与吉他相同，所以亦有相当的流行程度。班卓琴以拨奏发声，音色干脆明快，但是其音量不大，琴身的外膜具有独特的音色。琴身背后有木製共鸣器，可以將声音向外扩散，大大改善其音质及音量。
 班卓琴的演奏技法多是彈撥（strumming）或用右手彈出琶音。 